# Tetramethylethylendiamin
Tetramethylethylendiamin (zkráceně TMEDA nebo TEMED) je organická sloučenina se vzorcem (CH3)2NCH2CH2N(CH3)2.

## Použití

### Jako reaktant
TMEDA je častým ligandem kovových iontů. Tvoří stabilní komplexy s halogenidy mnoha kovů, například chloridem zinečnatým a měďným, které jsou rozpustné v organických rozpouštědlech. TMEDA zde funguje jako bidentátní ligand.
TMEDA na sebe dobře váže lithné kationty. Ve směsi s n-butyllithiem se atom dusíku z této látky naváže na lithium, čímž vytvoří shluk, který je reaktivnější než obvyklý tetramer či hexamer, který n-butyllithium vytváří. Tento komplex může metalovat, někdy i dvojnásobně, řadu různých substrátů, jako jsou benzen, furan, thiofen, N-alkylpyrroly a ferrocen.
Každý aniontový organokovový komplex lze izolovat ve formě [Li(tmeda)2]+ komplexu. [Li(tmeda)2]+ se zde chová jako kvartérní amoniová sloučenina, jako například [N(C2H5)4]+.

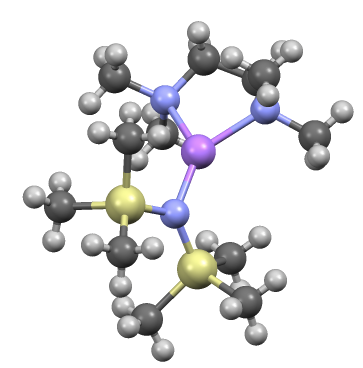
Komplex trimethylethylendiaminu a bis(trimethylsilyl)amidu lithného

V organické syntéze se také používá komplex trimethylethylendiaminu s s-butyllithiem. Tento komplex je vhodný v případech, kdy by n-butyllithný anion reagoval s výchozími látkami.

### Ostatní použití
TEMED se používá společně s peroxodisíranem amonným jako katalyzátor polymerizace akrylamidu při přípravě polyakrylamidových gelů pro SDS-PAGE, metodu používanou pro oddělování bílkovin a nukleových kyselin; TEMED obvykle tvoří 0,1 až 0,2 % těchto gelů.